# Taulov
Taulov (tidl. Tavlov Nebel) er en by i Sydjylland med 3.498 indbyggere  (2024), beliggende 10 kilometer sydvest for Fredericia. Den er delt i to dele af Taulovmotorvejen mellem Fredericia og Kolding, som åbnede i 1970. Taulov ligger i Fredericia Kommune og hører til Region Syddanmark.

## Historie
Bopladser ved Taulov kan dateres 2.500 år tilbage i historien, og i området er der blandet andet fundet Danmarks største overpløjede gravhøj og jernalderhuse tæt vej Adelvej. Taulov Kirke er fra 1200-tallet, og blev totalrenoveret i 1999. Det ligger på et af områdets højeste punkter ved kanten til Elbodalen, mere end en kilometer fra Tavlov Nebel. Kirken er forholdsvis stor for en landsby kirke, og er kendetegnet var at have et rundt kapel på korets østside, hvilket er en sjældenhed i Danmark. 
Området har haft stor betydning for beskyttelsen af Kolding Fjord. Slottet Høneborg, som i dag kun er en lille bakke, spillede en vigtig rolle i dette. Taulov Kirkes kapel er gravplads for to søstre der boede på slottet.
Krybily Kro, oprindeligt Søholme Kro, er fra 1610, men skiftede i 1737 navn da Kong Christian VI råbte til en flok bønder, der var blevet overrasket af en regnbyge, at de skulle "krybe-i-ly på kroen". Kroen er dermed kongeligt navngivet.
Efter grundlæggelsen af Fredericia i 1650 og kongens forsøg på at flytte borgere ind i hans nye by, blev området omkring Fredericia mere eller mindre forladt og landsbykirker blev revet ned for at opføre nye kirker inde i Fredericia. Taulov Kirke var en af de få det fik lov at blive. Først i 1860'erne begyndte Taulov at udvikle sig med jernbanens ankomst. Frem til det 20. århundrede lå kirken dermed udenfor Tavlov Nebel. På et tidspunkt i det 19. århundrede synes historiske kort at indikere at Kolding Landevejs forløb blev ændret til at dreje mod sydøst ved Krybily Kro og mødes med den gamle landevej omkring Rugballe Gård, en mere lige linje end hidtil. Den gamle landevej synes at være blevet til Adelvej i stedet. Hvor Adelvej i dag mødes med Skærbækvej, syd for Brørup, må have været et vigtigt knudpunkt, hvor vejene der førte mod Fredericia, Snoghøj og Kolding mødtes.  
I 1950'erne begyndt en decideret byudvikling af Taulov, der blandt andet indebar forlængelse af Taulov Kirkevej fra kirken ned til Kolding Landevej og bygning af en ny skole overfor kirken. Nye parcelhusområder som Elborg, Vesterled, og Bakkevej opstod mellem den gamle by og kirken og omkring Vidtskuevej og Adelvej opstod også nye parcelhusområder. Den hurtige udvikling af Taulov og nabobyen Skærbæk ledte til at man i 1960'erne begyndte opførelsen af en indendørs sportshal, Elbohallen, på en mark mellem de to byer, denne blev udvidet med endnu en hal i midten af 1980'erne. Byudviklingen har dog betydet at hallen har ligget indenfor Taulovs bygrænser det meste af hallen eksistens, og de senest årtiers udvikling har betydet at der i dag er boliger på alle sider. 
På et tidspunkt formentlig i det 20. århundrede blev Taulov Kommune oprettet svarende cirka til Taulov og Herslev sogne med rådhus, men denne blev slået sammen med Fredericia Kommune under Kommunalreformen i 1970.
Med åbningen af motorvejen i 1970 blev byen delt op i to bydele som lokalt bliver kaldt Taulov, syd for motorvejen, og Gammel Taulov, nord for motorvejen omkring stationen. Med den nye motorvej og den centrale placering i Danmark samt den store havn i Fredericia, var der mange virksomheder, som fik interesse for området, og byen begyndte en ny bølge af parcelhuskvarter og industriområder. 
I dag har store virksomheder som Google, DLG, Arlas ostemejeri samt adskillige internationale transportvirksomheder og Post Danmarks pakkecenter hjemme i Taulov. Desuden har DSB bygget en stor kombiterminal til godstransport. Dette har igen medført at byen er vokset markant de sidste par årtier.

## Fremtiden og drømmene
Det store industriområde DanmarkC, hvor Fredericia Kommune i disse år sælger enorme grundarealer, er placeret mellem Taulov og Erritsø; 6 mio. m² erhvervsjord er sat til salg, og kommunen har nu tre år i træk været den kommune i Danmark, som har solgt mest [kilde mangler].
Den centrale placering og infrastrukturen har desuden givet anledning til ønsker om at bygge Ikea, superstadion og sygehus for hele Trekantområdet i Taulov, men på daværende tidspunkt (2010), tydede det ikke på at disse ønsker ville blive realiseret. Ej heller i dag.[kilde mangler]
Området har i de senere år også oplevet en stor udbygning i form af nye boligområder. Placeringen ved motorveje i alle retninger har gjort det attraktivt at bo i området, og mange pendler i dag til jobs i andre byer.